# SH-I-048A
SH-I-048Aは、フルブロマゼパムやメクロナゼパムなどの化合物に構造的に関連するベンゾジアゼピン誘導体である。SH-I-048AはGABAA受容体のベンゾジアゼピン部位における非サブタイプ選択的スーパーアゴニストとして記載されており、α1サブタイプにおける結合親和性は0.77 nM、α2では0.17 nM、α3では0.38 nM、α5では0.11 nMである。GABAA受容体の異なるサブタイプにおける機能の違いを研究するために使用されている。